# Gino Severini
Gino Severini (7. dubna 1883 – 26. února 1966) byl italský malíř a představitel futurismu.
Od roku 1906 žil v Paříži. Byl signatářem Manifestu futuristických malířů.

## Dílo
Maluje Paříž (je pro něj nevyčerpatelným zdrojem). Na rozdíl od ostatních futuristů, kteří zobrazují pohyb pomocí moderních strojů, on se zaměřuje na tanec.
- Tanec Pan Pan v „Monicu“ (1910–1912)
- Modrá tanečnice (1912)
- Tanec medvěda v Moulin Rouge (1913)
- Španělská tanečnice
- Obrněný vlak (1915)